# Cethosia obiana
Cethosia obiana är en fjärilsart som beskrevs av Hans Fruhstorfer 1903. Cethosia obiana ingår i släktet Cethosia och familjen praktfjärilar. Inga underarter finns listade i Catalogue of Life.